# Allassac
Allassac is een gemeente in het Franse departement Corrèze (regio Nouvelle-Aquitaine). De gemeente telde 4.050 inwoners op 1 januari 2022. De plaats maakt deel uit van het arrondissement Brive-la-Gaillarde.

## Geschiedenis
De plaats werd continu bewoond vanaf de oudheid. Allassac zelf ontwikkelde zich rond een castrum dat toebehoorde aan de bisschoppen van Limoges. De voornaamste economisch activiteit tot het einde van de 19e eeuw was de wijnbouw. Verschillende lokale heren bouwden hun kastelen in Allassac. De Tour César uit de 13e eeuw bijvoorbeeld behoorde toe aan de adellijke familie Comborn. In de tweede helft van de 15e eeuw had Allassac ongeveer 900 inwoners en de stad bleef verder groeien in de 16e eeuw, ondanks de Hugenotenoorlogen. Zo werd het toen het kasteel Manoir des Tours gebouwd. In de 17e eeuw kreeg de kerk van Allassac haar barok interieur.
In 1790, tijdens de Franse Revolutie, braken rellen uit in de stad en werd het kasteel van la Motte Roffignac geplunderd. In 1801 werd Allassac de zetel van een kanton. Vanaf 1850 kende de stad een nieuwe bloei met de productie van leien voor de bouw en de groei van de wijnbouw. Na de ineenstorting van de wijnbouw door de druifluis aan het einde van de 19e eeuw schakelden de landbouwers over op de teelt van groenten en fruit die met de komst van de spoorweg in 1893 gemakkelijker konden worden vervoerd naar de steden.
Door deze groei deinde de stad verder uit en ontstonden er woonwijken buiten de oorspronkelijke stadsomwalling: Font Saint-Martin, La Motte en le cimetière Saint-Jean of Les Peyrières.

## Geografie
De oppervlakte van Allassac bedroeg op 1 januari 2022 39,01 vierkante kilometer; de bevolkingsdichtheid was toen 103,8 inwoners per km².
De onderstaande kaart toont de ligging van Allassac met de belangrijkste infrastructuur en aangrenzende gemeenten.

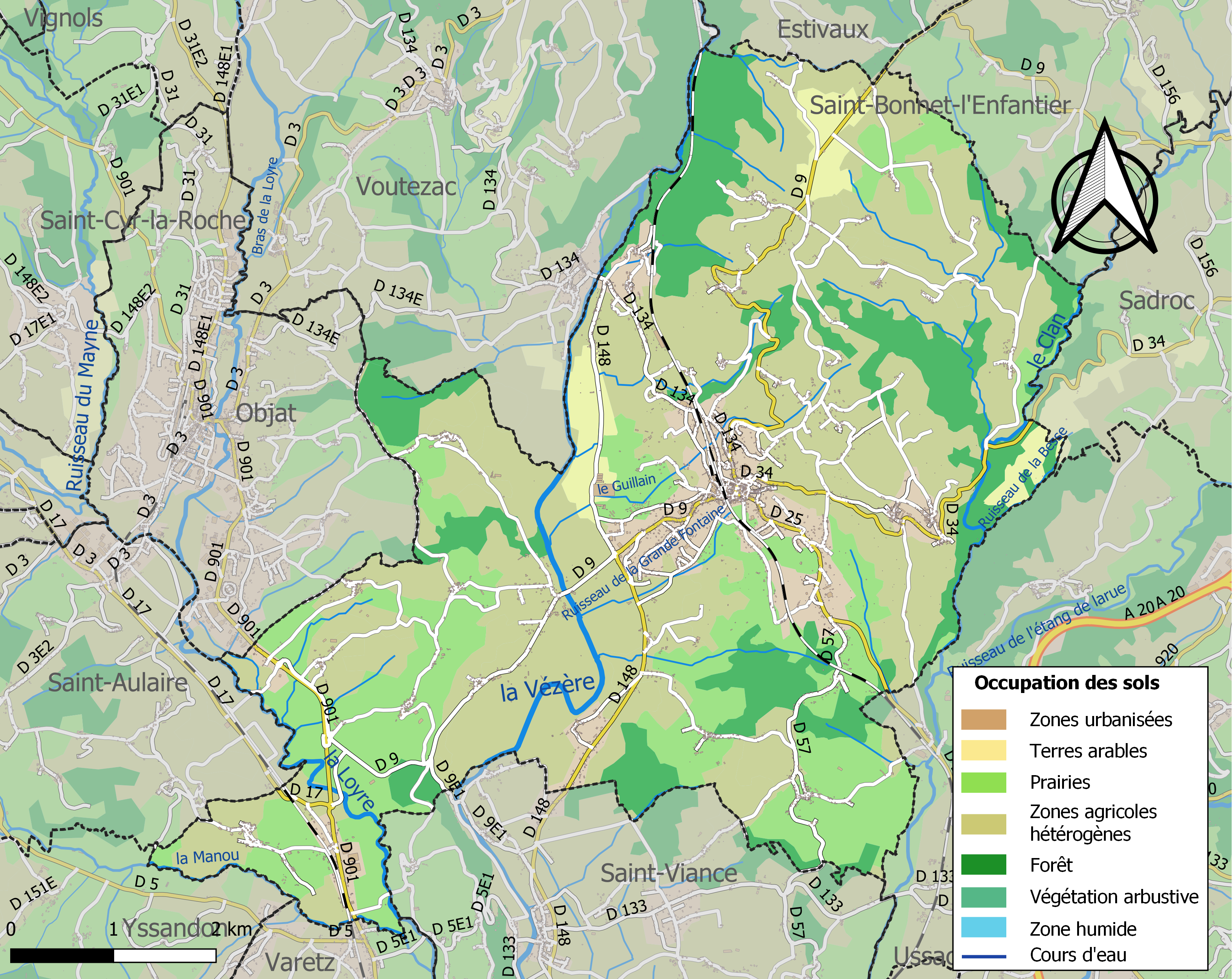

## Verkeer en vervoer
In de gemeente ligt spoorwegstation Allassac.

## Demografie
Onderstaande figuur toont het verloop van het inwonertal (bron: INSEE-tellingen).